# WiktionaryZ
WiktionaryZ (ВикиречникШ) је преводилачки вишејезични речник базиран на релационалној бази података. Обично се скраћује са WZ.
Први кораци ка овом пројекту датирају од 30. августа 2004. године када су унети први шаблони на италијански Викиречник. Ови шаблони су тада служили да дозволе бржу размену потпуних спискова речи са једног Викиречника на други.
У том моменту, два члана Викиречника, један са италијанског а други са холандског пројекта, почели су да причају о методама којима би се време корисника Викиречника боље искористило. Било је јасно да је копирање и преношење ових спискова са једног језичког Викиречника на други неефикасно и склоно грешкама, а тиме се повећавало време које је било потребно за вршење исправки. Како су Викиречници били одвојени, вероватноћа да одређен списак превода неће бити у складу на свим пројектима је расла експоненцијално са додавањем сваког новог језичког Викиречника.
Логична последица је била помисао да се ови подаци уносе на неко заједничко место. Пројекат са радним именом "Ultimate Wiktionary" је тада отпочео. До децембра 2004. године основне функције су биле јасне: то је била екстензија за МедијаВики софтвер која се градила на пројекту Wikidata.
Током наредне године, када је програмирање софтвера већ било почело, ипак је направљено доста измена у бази података, а узете су у разматрање и разне ситнице везане за језике као што су кинески, корејски, арапски, руски, као и језик знакова, од којих неке захваљујући разним контактима током Викиманије 2005. године у Франкфурту.
За разлику од првобитних Викиречника, WiktionaryZ ће дозволити преузимање података, посебно за поновно употребу са другим програмима. Тренутно се на Интернету налази само прототип који укључује само податке од GEMET вишејезичног тезауруса. За овај извор се сматра да је оптимална збирка терминологије са којом могу да се тестирају функције.

## Важни датуми током живота пројекта
- 30. август 2004. први разговор
- Март 2005. први дизајн базе података
- 26. децембар 2005. први прототип који је могао само да се гледа
- јануар 2006. име Ultimate Wiktionary се мења у
- јануар 2006. комитет за WiktionaryZ почиње да ради
- крај фебруара 2006. на интернет се поставља други прототип који може само да се гледа
- 30. април 2006. на интернету је први прототип који може да се уређује (од стране одређеног броја људи)
- прибл. август 2006 верзија 1.0